# Ramo di Lecco
(Alessandro Manzoni, I promessi sposi, 1840)
Il ramo di Lecco è una delle tre sezioni che costituiscono il Lago di Como, insieme al ramo di Como e a quello di Gera; il nome deriva da quello della città di Lecco, capoluogo di provincia lombardo, che si trova alla sua estremità meridionale. Questa porzione del Lario si estende dalla menzionata città di Lecco fino a Varenna (sponda est) e Pescallo, frazione di Bellagio (sponda ovest), dove incontra gli altri due rami.

## Morfologia

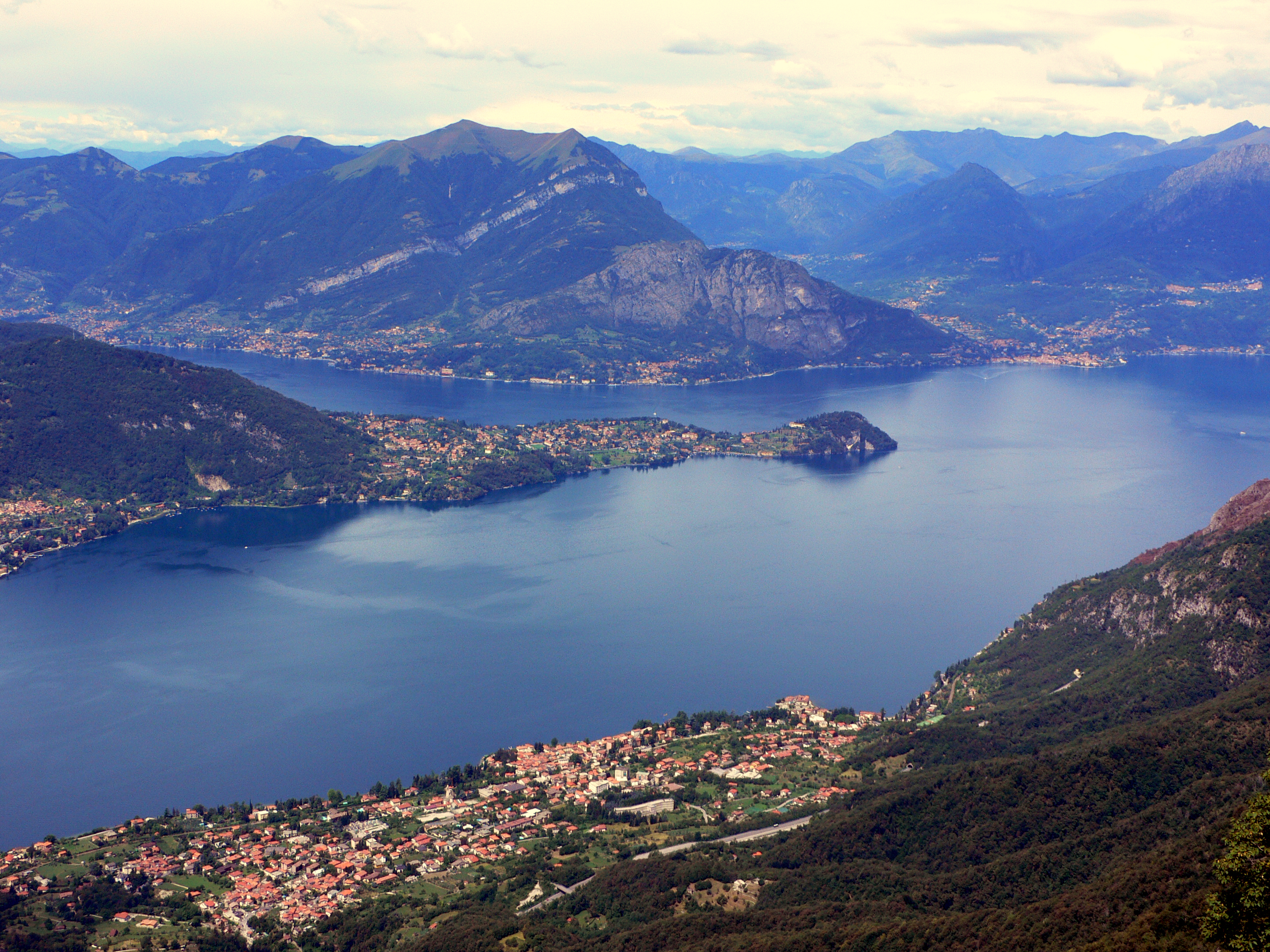
Porzione settentrionale del ramo di Lecco (in primo piano) e promontorio di Bellagio (al centro)

Oltre all'evidente forma in sé, il ramo di Lecco, come nel resto del lago, presenta particolari caratteristiche: la presenza di alte montagne (tra cui il massiccio delle Grigne), la profondità del fondale molto elevata (superiore ai 100 m, seppur inferiore rispetto al ramo occidentale terminante a Como) e la presenza di numerosi paesi di piccole dimensioni (tra cui, i più pittoreschi sono Bellagio e Varenna, visitati ogni anno da migliaia di turisti). 

## Ambiente

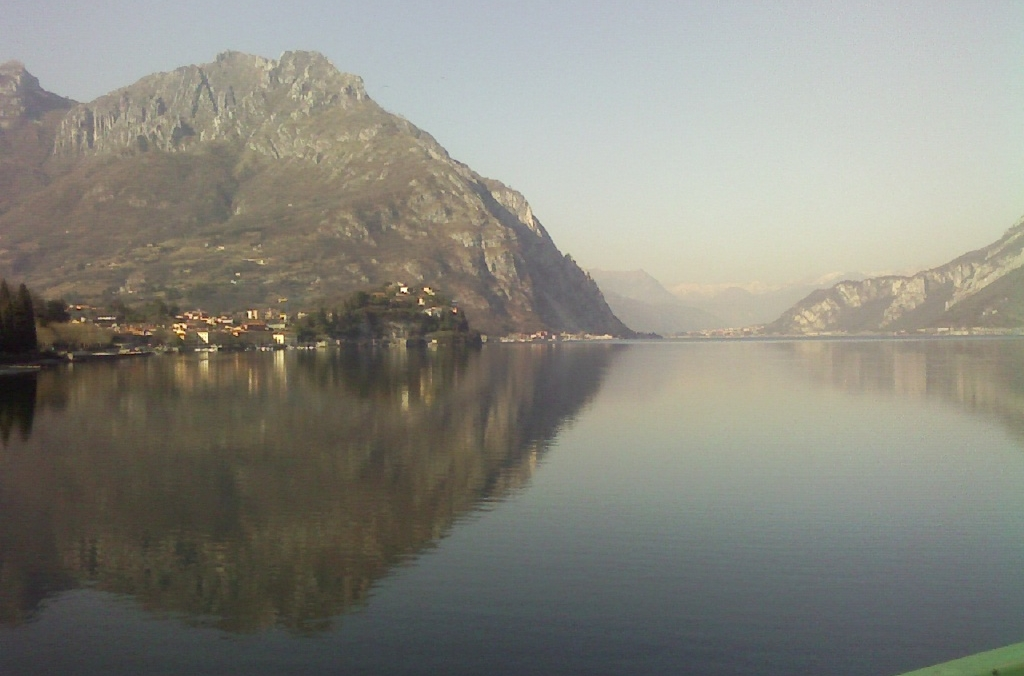
Il ramo di Lecco visto da Malgrate

Il Lario è famoso per la sua bellezza, soprattutto per il paesaggio che si ammira dalle sue sponde. 

Malgrado il ramo di Lecco sia meno ricco di ricordi nobiliari del passato, meno ricco di ville con giardini (come, ad esempio, Villa Monastero) e meno servito dalle linee di navigazione rispetto al ramo di Como, è tuttavia molto suggestivo. Il paesaggio è dominato da catene montuose spioventi, di natura carsica e dolomitica. I monti di questa parte del Lago di Como variano per altezza dai 922 m del monte Barro ai 2.410 m del Grignone, passando per i 1.276 m del Moregallo e i 1.877 m del Resegone che è descritto così da Manzoni:
(I Promessi Sposi, Alessandro Manzoni)

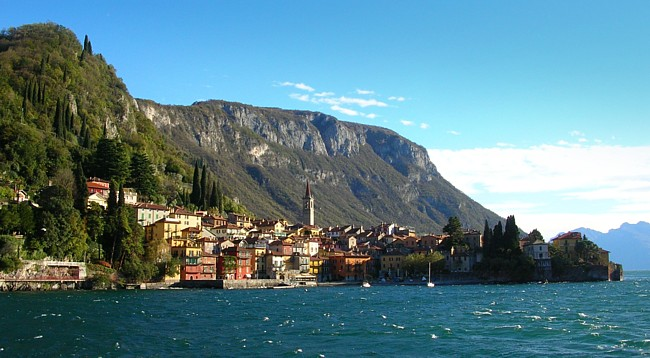
Il paese di Varenna

## Paesi che si affacciano sul ramo
I comuni che si affacciano sul ramo di Lecco sono 10. Da notare che tutti i comuni eccetto Valbrona - il cui territorio è bagnato dal lago ma il cui abitato non si affaccia su questo poiché è situato all'interno del Triangolo Lariano, a 494 m di altitudine - si trovano a un'altezza compresa tra i 200 e i 237 m.
| Pos. | Stemma | Comune di          | Provincia di | Popolazione (ab) | Superficie (km²) | Densità (ab/km²) | Altitudine (m.s.l.m.) |
| ---- | ------ | ------------------ | ------------ | ---------------- | ---------------- | ---------------- | --------------------- |
| 1°   |        | Lecco              | LC           | 48.131           | 45,14            | 1052             | 214                   |
| 2°   |        | Malgrate           | LC           | 4.232            | 1,99             | 2115             | 231                   |
| 3°   |        | Valmadrera         | LC           | 11.668           | 12,56            | 926              | 237                   |
| 4°   |        | Abbadia Lariana    | LC           | 3.249            | 16,67            | 195              | 204                   |
| 5°   |        | Valbrona           | CO           | 2.737            | 13,65            | 200              | 494                   |
| 6°   |        | Mandello del Lario | LC           | 10.628           | 43,33            | 245              | 200                   |
| 7°   |        | Lierna             | LC           | 2.242            | 11,2             | 199              | 202                   |
| 8°   |        | Varenna            | LC           | 812              | 12.5             | 64,6             | 220                   |
| 9°   |        | Oliveto Lario      | LC           | 1.212            | 15,7             | 77.2             | 208                   |
| 10°  |        | Bellagio           | CO           | 3.820            | 29,06            | 131.4            | 229                   |